# Перламутровка альпийская
Перламутровка альпийская, или Перламутровка Тора (Boloria thore), — вид бабочек из семейства нимфалид (Nymphalidae).

## Этимология
Латинский видовой эпитет происходит от имени Тор (древнегерманская и скандинавская мифологии) — бога грома, бурь и плодородия, защищающего богов и людей от великанов и чудовищ.

## Описание
Один из наиболее крупных представителей рода. Длина переднего крыла 18-25 мм. Верхняя сторона крыльев охристо-оранжевая с контрастными чёрными жилками, поперечными чёрными перевязями в прикорневой части крыльев и рядами округлых пятен чёрного цвета на внешней половине. Нижняя сторона передних крыльев имеет сходную окраску, но с гораздо менее выраженным чёрным рисунком. Нижняя сторона задних крыльев желтовато-рыжая со срединной охристо-жёлтой перевязью и не полным рядом белёсых пятен кнаружи от нее. Наружная половина крыльев имеет два ряда бурых пятен. Пятна в прикраевом ряду имеют округлую форму, краевого — лунчатые с голубыми разводами снаружи.

## Ареал
Северная Европа, Альпы, Восточная Европа, лесотундровая и лесная зоны Азии к югу до Монголии, Северо-Восточного Китая и Кореи, Япония.
Обитает на севере и северо-востоке Скандинавии, Кольском полуострове (от Кандалакши до северо-запада полуострова), на побережье Ладожского озера в Ленинградской области и Карелии.
В 1990-х годах вид был найден в центральной части Белоруссии (в центральной части страны, в Налибокской пуще и Березинском заповеднике, вероятно, и в других частях на севере и в центре страны), известна также единичная находка вида в Литве. Указанные две популяции, видимо, являются реликтовыми, оставшимися от некогда обширного ареала, простиравшегося от северных областей России через Среднюю полосу до Нижнего Поволжья.
Бабочки населяют заболоченные луга, влажные поляны в березовом криволесье, заболоченные ельники и смешанные леса с небольшими полянами, крупнотравные редины в березняках, заболоченные участки в межгорных ущельях, ивняки по берегам водоёмов, луга в березовых криволесьях и елово-березовых лесах, на заболоченных участках, прилегающих к железнодорожным насыпям. В Белоруссии населяет заболоченные ельники и смешанные леса с небольшими полянами.

## Замечания по систематике
Известно несколько подвидов. Номинативный подвид характерен для Альп. Подвид Boloria thore borealis (Staudinger, 1861), распространен в Фенноскандии, Карелии и на Кольском полуострове, отличается выраженным развитием темного, иногда размытого рисунка на верхней стороне крыльев, помимо этого, ареал этого подвида значительно оторван от альпийских популяций. Подвид Boloria thore exсellens (Krulikovsky, 1893), описан с территории юга Европейской части России, отличается более светлым фоном и нормальным развитием чёрного рисунка на верхней стороне крыльев, а также незатемненными жилками. Локальные популяции в более южных областях Восточной Европы известны стерритории Ярославской, Костромской, Кировской областей России, с Поволжья и Среднего Урала. С восточного макросклона Полярного Урала был описан подвид Boloria thore arctomontanus Bogdanov, 2003, особи которого заметно отличаются от бабочек остальных подвидов.

## Биология
Развивается в одном поколении за год. Лет бабочек разнится в зависимости от участка ареала — с конца мая по конец июня, в июле — начале августа, — с конца июня по середину августа, в Скандинавии — около 2 — 3 недель в середине июля. Подвид Clossiana thore borealis (Staudinger, 1861) имеет двухлетний цикл развития. Бабочки летают по узким лесным тропинкам и небольшим полянкам, довольно часто высоко в кронах кустарников и деревьев. Гусеницы развиваются с июля по май следующего года с перерывом на зимовку. Особи подвида Clossiana thore borealis имеют двухлетний цикл развития. Кормовые растения гусениц: фиалки (Viola sp.).

## Охрана
В Красной книге Международного союза охраны природы (МСОП) вид имеет 3 категорию охраны (VU — уязвимый таксон, находящиеся под угрозой исчезновения в перспективе, в силу морфофизиологических и/или поведенческих особенностей, делающих их уязвимыми при любых, даже незначительных, изменениях окружающей среды).
Вид включен в «Красную книгу Европейских дневных бабочек» с категорией SPEC3 — вид, обитающий как в Европе, так и за ее пределами, но находящийся на территории Европы под угрозой исчезновения.
Вид вымер в Литве. Охраняется в Финляндии и Германии. Занесен в Красную книгу Беларуси, где на территории страны в последние годы отмечено снижение численности. Причины сокращения численности: осушительная мелиорация, сокращение площадей старовозрастных лесов.